# Kuckucksroller
Der Kuckucksroller  (Leptosomus discolor) oder Kurol ist ein rackenähnlicher Vogel, der endemisch auf Madagaskar und den Komoren vorkommt. Der Bestand ist noch relativ groß und nicht gefährdet. Ihren englischen Namen Cuckoo Roller (Kuckucks-Racke) bekamen sie wegen ihres Aussehens (Farbe, Länge und Kopf), das dem Kuckuck ähnelt und wegen ihrer akrobatischen Flugkunst. Es werden drei Unterarten unterschieden, Leptosomus discolor discolor auf Madagaskar, Mohéli und Mayotte, L. d. gracilis Milne-Edwards, A & Oustalet 1885 auf Grande Comore und L. d. intermedius Hartert, E &  Neumann, 1924 auf Anjouan.

## Aussehen

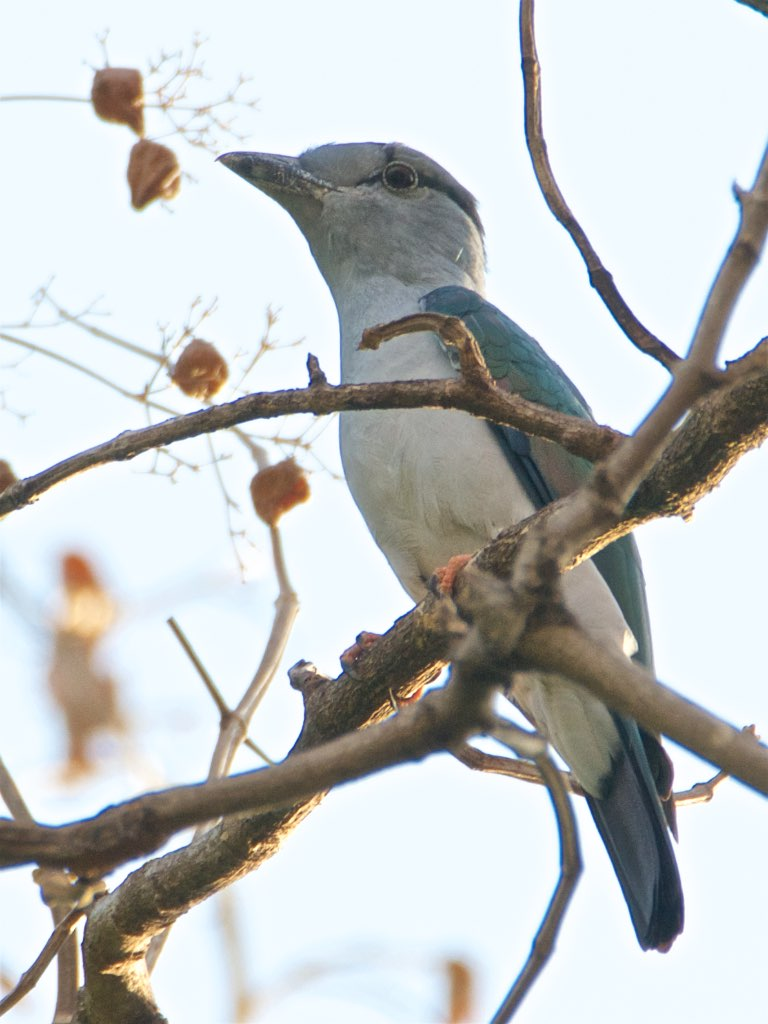
Männchen

Kuckucksroller werden 38 bis 50 Zentimeter groß und erreichen ein Gewicht von 192 bis 270 Gramm. Im Aussehen besteht zwischen Weibchen und Männchen ein ausgeprägter Geschlechtsdimorphismus. Das Weibchen ist größer als das Männchen und hat ein rotbraunes bis bräunliches Oberseitengefieder; an der Unterseite ist es gelbbraun. Das Rückengefieder ist schwarz gebändert, während die Unterseite schwarz gefleckt ist. Beim Männchen ist das Rückengefieder grün mit einem kupferfarbenen Metallglanz. Der Nacken und der Kopf sind grau und das restliche Federkleid hat eine hellblaue über hellgraue bis graue Farbe. Bei beiden gleich ist die grüne Kopfhaube auf dem großen gerundeten Kopf. Die Schnäbel sind grauschwarz bis schwarz gefärbt. Jungvögel ähneln in der Gefiederfarbe dem Weibchen, haben jedoch ein matteres Gefieder. Die Beine sind im Verhältnis zum Körper recht kurz.
Im Gegensatz zur Ordnung der Rackenvögel zeichnen die Kuckucksroller zwei Besonderheiten aus: Am Bürzel befinden sich Puderdunen, und ihre äußeren Vorderzehen, die nach hinten gedreht werden können, sind nicht mit den beiden anderen Zehen verwachsen.

## Lebensweise
Die agilen Kuckucksroller sind gute Flieger und jagen wie die meisten Racken ihre Beute von einer Warte aus, begeben sich dabei aber kaum auf den Boden. Geduldig warten sie auf ihre Beute auf freien Ästen in den Baumwipfeln und beobachten dabei aufmerksam jede Bewegung in ihrer Umgebung. Ihre Nahrung besteht aus Insekten, vorwiegend haarige Raupen, Käfer und Heuschrecken, und aus kleinen baumbewohnenden Reptilien wie Chamäleons. Sie ziehen paarweise, manchmal in kleineren Gruppen, in Buschsavannen und in den tropischen und subtropischen Waldgebieten umher. Mit einer großen Bandbreite an flötenden und trillernden Rufen machen sie schon von weitem auf sich aufmerksam.
Kuckucksroller pfeifen und schnattern sehr laut, wenn sie über die Wälder Madagaskars fliegen. Die Rufe gehören zu den typischsten der Insel.

## Fortpflanzung
In der Balzzeit vollführen die Männchen atemberaubende akrobatische Flugkunststücke. Mit steilen Abstürzen und Loopings versuchen sie, das Weibchen zu beeindrucken. Genistet wird in Baumhöhlen, in die das Weibchen ein bis drei weiße Eier legt. Artgenossen werden nicht in der Nähe des Nestes geduldet.